# 쩐 유종
쩐 유종(베트남어: Trần Dụ Tông / 陳裕宗, 1336년 11월 22일(음력 10월 19일) ~ 1369년 6월 29일(음력 5월 25일))은 베트남 쩐 왕조의 제7대 황제(재위: 1341년 ~ 1369년)이다. 이름은 쩐하오(베트남어: Trần Hạo / 陳暭 진호)이며, 명사(明史)에서 이름은 진일규(陳日煃)이다. 칭호는 유황(Dụ Hoàng/裕皇)이다. 절일은 경천절(慶天節)이다.

## 생애
쩐 왕조 제5대 황제 명종의 열번째 아들이다. 개우(開祐) 13년(1341년)에 둘째 형인 헌종이 요절하자 맏형인 진욱(陳昱)은 엉성하고 미친 사람이라는 이유에서 태상황인 아버지 명종에게 미움을 사고, 대신 6살에 불과한 진호를 황제로 옹립되었다. 실권은 아버지 명종이 쥐고 있었다. 아버지 명종과 마찬가지로 암군이다.
소풍(紹豊) 17년(1357년)의 아버지 명종의 사후에는 실권을 행사하지 않고, 주색에 빠져 사치를 하는등 국정을 보지 않았다. 대치(大治) 12년(1369년)에 사망하였고, 향년 34세(만 32세)였다. 유종은 자식이 없었고, 조카 진일례(陳日禮)가 후계자로 지명되어, 즉위하였다.

## 존호, 시호, 묘호, 능호
재위 시 존호는 통천체도인명광효황제(Thống Thiên Thể Đạo Nhân Minh Quang Hiếu Hoàng Đế/通天體道仁明光孝皇帝)이다.
묘호는 유종(Dụ Tông/裕宗)이며, 능호는 부릉(Phụ Lăng/阜陵)이다.

## 가족 관계

### 부모
- 부친 : 명종황제(Minh Tông Hoàng Đế/明宗皇帝) 쩐마인(Trần Mạnh/陳奣/진앵)
- 모친 : 헌자선성황후(Hiến Từ Tuyên Thánh Hoàng Hậu/憲慈宣聖皇后) 진씨(Trần thị/陳氏)

### 후비
- 휘자좌성황후(Huy Từ Tá Thánh Hoàng Hậu/徽慈佐聖皇后) 진씨(Trần thị/陳氏)

## 기년
| 유종        | 원년            | 2년        | 3년        | 4년        | 5년        | 6년        | 7년        | 8년             | 9년        | 10년       |
| ----------- | --------------- | ---------- | ---------- | ---------- | ---------- | ---------- | ---------- | --------------- | ---------- | ---------- |
| 서력 (西曆) | 1341년          | 1342년     | 1343년     | 1344년     | 1345년     | 1346년     | 1347년     | 1348년          | 1349년     | 1350년     |
| 간지 (干支) | 신사(辛巳)      | 임오(壬午) | 계미(癸未) | 갑신(甲申) | 을유(乙酉) | 병술(丙戌) | 정해(丁亥) | 무자(戊子)      | 기축(己丑) | 경인(庚寅) |
| 연호 (年號) | 소풍(紹豊) 원년 | 2년        | 3년        | 4년        | 5년        | 6년        | 7년        | 8년             | 9년        | 10년       |
| 유종        | 11년            | 12년       | 13년       | 14년       | 15년       | 16년       | 17년       | 18년            | 19년       | 20년       |
| 서력 (西曆) | 1351년          | 1352년     | 1353년     | 1354년     | 1355년     | 1356년     | 1357년]    | 1358년          | 1359년     | 1360년     |
| 간지 (干支) | 신묘(辛卯)      | 임진(壬辰) | 계사(癸巳) | 갑오(甲午) | 을미(乙未) | 병신(丙申) | 정유(丁酉) | 무술(戊戌)      | 기해(己亥) | 경자(庚子) |
| 연호 (年號) | 11년            | 12년       | 13년       | 14년       | 15년       | 16년       | 17년       | 대치(大治) 원년 | 2년        | 3년        |
| 유종        | 21년            | 22년       | 23년       | 24년       | 25년       | 26년       | 27년       | 28년            | 29년       |            |
| 서력 (西曆) | 1361년          | 1362년     | 1363년     | 1364년     | 1365년     | 1366년     | 1367년     | 1368년          | 1369년     |            |
| 간지 (干支) | 신축(辛丑)      | 임인(壬寅) | 계묘(癸卯) | 갑진(甲辰) | 을사(乙巳) | 병오(丙午) | 정미(丁未) | 무신(戊申)      | 기유(己酉) |            |
| 연호 (年號) | 4년             | 5년        | 6년        | 7년        | 8년        | 9년        | 10년       | 11년            | 12년       |            |

| 전 임 쩐 헌종 | 제7대 베트남 쩐 왕조의 황제 1341년 ~ 1369년 | 후 임 혼덕공 양일례 |